# Uniform Code Council
Das Uniform Code Council (UCC) war eine der weltweit einflussreichsten Organisationen, die sich auf Globalisierung und Standardisierung spezialisiert hat und mittlerweile unter GS1 firmiert.
Die gemeinnützige Mitgliedsorganisation von EAN International hat ihren Sitz in Lawrenceville im US-amerikanischen Bundesstaat New Jersey.
Das UCC hat zum Beispiel den Strichcode Universal Product Code (UPC) entwickelt.

## Geschichte
Anfang der 1970er Jahre wurde von der US-amerikanischen Lebensmittelindustrie die Uniform Grocery Product Code Council um einen einheitlichen Strichcode zu entwerfen, sie wurde in Uniform Product Code Council umbenannt und daraus entstand 1984 die UCC.
2005 wurde die UCC in GS1 umbenannt.